# サンエツ金属
サンエツ金属株式会社（サンエツきんぞく）は、富山県砺波市に本社を置く、日本最大の黄銅棒、黄銅線メーカーである。砺波市と高岡市、茨城県石岡市に工場がある。サンエツ金属は、持株会社である株式会社CKサンエツ（本社 富山県高岡市）の傘下にあって、鉄管継手と溶融亜鉛鍍金の大手メーカーであるシーケー金属株式会社、リケンCKJVなどの事業会社と、シーケー・サンエツ・グループを形成している。

## 沿革
- 1937年（昭和12年）12月 - 阪根伸銅株式会社を設立。
- 1943年（昭和18年）12月 - 関東通信金属株式会社に商号変更。
- 1947年（昭和22年）5月 - 三越金属工業株式会社に商号変更。
- 1984年（昭和59年）9月 - 北陸金属工業株式会社と合併し、（旧）サンエツ金属株式会社に商号変更。
- 1993年（平成5年）12月27日 - 名古屋証券取引所二部に上場。
- 2000年（平成12年）4月 - 住友金属鉱山伸銅株式会社から黄銅線事業の譲渡を受ける。
- 2007年（平成19年）10月 - 住友軽金属工業の子会社である新日東金属株式会社を吸収合併。
- 2011年（平成23年）
  - 4月 - 筆頭株主で提携先のシーケー金属株式会社の株式を取得し子会社化。
  - 10月 - 株式会社CKサンエツに商号変更し持株会社化。新設子会社サンエツ金属株式会社に分社化。
- 2012年（平成24年）12月 - 古河電気工業からめっき線とりん青銅線の製造設備を譲受。[4]
- 2013年（平成25年）6月 - 日立電線子会社の日立ケーブルプレシジョンからめっき線事業を譲受。[5]
- 2014年（平成26年）3月 - 高岡工場がISO/TS16949の認証を取得。
- 2015年（平成27年）3月18日 - 株式会社CKサンエツが株式公開買付けにより日本伸銅株式会社の株式を取得し子会社化。[2][6]
- 2017年（平成29年）
  - 3月21日 - 東京証券取引所二部に上場。[7]
  - 6月26日 - 名古屋証券取引所二部上場廃止。
- 2018年（平成30年）3月22日 - 東京証券取引所一部に指定替え。[8]
- 2020年（令和2年）
  - 6月 - 日立金属子会社の日立アロイから黄銅棒事業・加工品事業・黄銅線製造設備を譲受。[9]
  - 7月 - 日立金属から同社桶川工場の自動車部品用銅合金（シンクロナイザーリング）事業等を譲受。[10]

- 2025年（令和7年）4月1日 - 株式会社CKサンエツが三井金属鉱業から同社子会社の三谷伸銅の株式を譲受し子会社化。

## 概要
サンエツ金属は、日本最大の黄銅棒・黄銅線メーカーである。黄銅棒・黄銅線は、伸銅品と呼ばれる金属素材の主要な製品分野のひとつである。サンエツ金属は、黄銅棒・黄銅線の分野で世界第7位に位置している。黄銅棒は、切削あるいは熱間鍛造によって、様々な部品に加工され広く用いられている。黄銅棒を使用している主な製品としては、水道の蛇口などの水栓金具、都市ガスの元栓やプロパンガスのバルブなどのガス関係部品、自動車のサーモスタットや水温センサーやタイヤバルブなどの自動車部品、ハードディスクドライブの軸受けなどの電気・電子機器部品、一眼レフカメラのレンズ着脱用のリングなどの精密機械部品が挙げられる。黄銅線は、冷間鍛造加工あるいは転造加工によって、ネジやピンやリベットなどに加工される。各種コネクタ用の端子ピン、蛍光灯の両端部のピン、乾電池の電解液から電気を集める集電棒、パチンコ台の釘なども黄銅線の加工品である。サンエツ金属は、黄銅棒・黄銅線を素材として市場に供給するのみならず、自社内に切削と熱間鍛造の加工工程を持ち、部品としての供給も行っている。一眼レフカメラのレンズ着脱用リングの分野では、世界シェアの90%を一社で供給している。

## 製品
1. 鉛レス黄銅棒：黄銅棒は良好な切削加工性で知られる金属素材であるが、この切削加工性は鉛を2～3%程度添加することでもたらされている。しかし近年、ELV、RoHS、米国の水道用配管の材質規制などの動向を踏まえ、鉛レス黄銅棒の需要が増大する傾向にある。鉛レス黄銅棒には、鉛に代えてビスマスを添加したものとシリコンを添加したものとがある。サンエツ金属は、ビスマスを添加したBZシリーズと称する鉛レス黄銅棒のラインナップを2001年から展開し量産している。また、近年シリコンを添加したネオブラスと称する鉛レス黄銅棒も量産を開始し、耐摩耗性に優れた高力黄銅等の代替品と位置付けている。
2. 耐脱亜鉛黄銅棒：黄銅棒は水栓金具に多用されているが、一般の黄銅は接水する部分の合金中の亜鉛が溶出し脆化する脱亜鉛現象が起き易い。耐脱亜鉛黄銅棒は、合金中の結晶を制御することによって脱亜鉛現象に対する耐性を高めたものである。サンエツ金属は、あらゆる条件下で良好な耐脱亜鉛性を持つZ00をはじめ、Z34、DR5など、用途に応じた様々な耐脱亜鉛黄銅棒を製造・販売している。
3. 錫リフローめっき線：黄銅線やりん青銅線は、導電率と強度が高く加工が容易であることから、端子コネクタ用に広く用いられている。これらは一般に錫めっきを施すことによって耐食性を向上させているが、ウィスカーの発生による短絡を防ぐために単なる錫めっきではなくリフローめっきとすることが望ましいとされている。サンエツ金属は錫リフローめっき線を社内で一貫生産している。
4. 特殊銅合金線：自動車や電気・電子機器部品に求められる性能が高度化する中で、従来は用いられなかった特殊な銅合金の使用が増えつつある。シリコン青銅、鉛入り銅、テルル銅、鉄入り銅、鉄マグネシウム入り銅、ニッケル・すず銅、コルソン合金などがその主なものである。サンエツ金属はこれら合金を社内で一貫生産している。これらの特殊銅合金線を量産しているのは、アジアではほんの数社に限られる。

三井金属鉱業株式会社公式サイト「2025年1月21日」== 脚注 ==
1. ↑  株式会社ＣＫサンエツ公式サイト「決算短信」
2. 1 2 3  “子会社化18日付 CKサンエツ、日本伸銅”. 北陸新中日新聞 (中日新聞社):  p. [要ページ番号]. (2015年3月13日)
3. ↑  サンエツ金属株式会社公式サイト「会社概要」
4. ↑  産業新聞社公式サイト「2012年12月15日」
5. ↑  産業新聞社公式サイト「2013年6月21日」
6. ↑  日本経済新聞社公式サイト「2015年2月10日」
7. ↑  日本取引所グループ公式サイト「東証上場会社情報サービス」
8. ↑  鉄鋼新聞社公式サイト「2018年2月16日」
9. ↑  産業新聞社公式サイト「2020年6月30日」
10. ↑  産業新聞社公式サイト「2020年7月6日」